# 全國歌唱比賽
《全國歌唱比賽》（韓語：전국노래자랑）是一部2013年上映的韓國電影。以KBS長壽節目《全國歌唱比賽》為背景，根據參賽者真實經歷改編，描繪出選手們登上舞台的過程中所帶來的歡樂和感動。

## 劇情介紹
知名節目《全國歌唱比賽》來到金海市舉辦，吸引許多民眾報名參加，有人為了一圓歌手夢想，也有人為了表達對家人從未說出口的愛，還有公司職員因為業績不佳來宣傳產品，就連市長也想在舞台上一展歌喉……

## 演員陣容
- 金吝勸：朴奉南
- 柳賢慶：吳美愛（奉南的妻子）
- 金守美：朱河羅（金海市市長）
- 吳光祿：孟課長
- 柳演錫：金東洙
- 李礎熙：孫賢子
- 金煥熙：文寶利
- 吳賢京：吳榮甘（寶利的爺爺）
- 鄭石勇：失戀者
- 金重基：鐘裴（麵店老闆）
- 鄭慶順：美愛母

### 特別出演
- 申恩慶：寶利母
- 金容建：健康食品公司洪社長
- 宋海：宋海
- 李炳俊：崔社長
- 復活：復活
- 李敬揆

## 歌曲
| 演唱者        | 歌曲                             | 原唱                       |
| ------------- | -------------------------------- | -------------------------- |
| 朱河羅        | Kasbah的女人（카스바의 여인）    | 尹熙尚（윤희상）           |
| 失戀者        | 信（편지）                       | 金光振（김광진）           |
| 孫賢子        | 身土不二（신토불이）             | 裴日浩（배일호）           |
| 孫賢子        | 開始（시작）                     | 朴奇英（박기영）           |
| 吳榮甘 文寶利 | 父母（부모）                     | 洪民（홍민）               |
| 朴奉南        | Champion                         | PSY                        |
| 朴奉南        | 朋友啊你知道嗎（친구야너는아니） | 復活（부활）               |
| 鐘裴          | 黃真伊（황진이）                 |                            |
|               | 鬧翻全國（전국을 뒤집어놔）      | 金吝勸（feat. 亨敦和大俊） |

## 外部連結
- NAVER電影（页面存档备份，存于）
- Daum電影（页面存档备份，存于）